# Mlázovy (zámek)
Zámek Mlázovy je barokní stavba nacházející se ve vesnici Mlázovy v podhůří Šumavy v okrese Klatovy, asi šestnáct kilometrů od Klatov. Zámecký areál je chráněn jako kulturní památka ČR.
Vznik Mlázov se váže ke zdejšímu panství. V blízkém okolí zámku stojí od počátku 14. století také kostel svatého Jana Křtitele. Již ve stejném století se v nejbližším okolí později vystavěného zámku nacházela rovněž tvrz. Z té se dochovaly jen dva sklepy, které se nacházejí mimo objekt zámku. V roce 1694 byly v okolí tvrze poplužní dvůr, pivovar, chmelnice, zahrady nebo sady. Zámek byl vystavěn zřejmě v roce 1721 tehdejším vlastníkem tvrze Janem Vilémem Bernklauem ze Schönrehui.Zámek dále vlastnilo velké množství různých vlastníků, než ho v roce 1947 prodal Dušan Zachystal obci, která ho držela do roku 2001. Zámek sloužil jako škola, kanceláře jednotného zemědělského družstva, byty a skladiště. V roce 2001 byl prodán ve zchátralém stavu současnému vlastníku, který ho postupně přestavěl v rekreační zařízení.
Zámek měl v původní podobě obdélníkový tvar, který byl krytý valbovou střechou a ozdobený čtyřhrannou věžičkou. Hlavní vchod byl v západním průčelí. Vstupovalo se jím do prostředního průjezdu, po jehož bocích se v přízemí rozkládají místnosti valeně zaklenuté. V patře jsou ploché stropy. V okolí zámku je anglický park, který byl původně obehnán zdmi a doplněn pavilonem. Rovněž na parku se podepsal zub času a novým vlastníkem musel být zrekonstruován. Dnes je v parku kuželník, skály a rybníček. Nedaleký kostel svatého Jana Křtitele byl později po vzoru zámku barokně upraven. Kostel ještě ve 20. století sloužil jako zámecká kaple. Areál zámku se skládá z severního klasicistního křídla, stodol, sýpky, hospodářského dvora. Rovněž zde byl pivovar a později lihovar, který byl zbourán ve dvacátém století.

## Fotogalerie

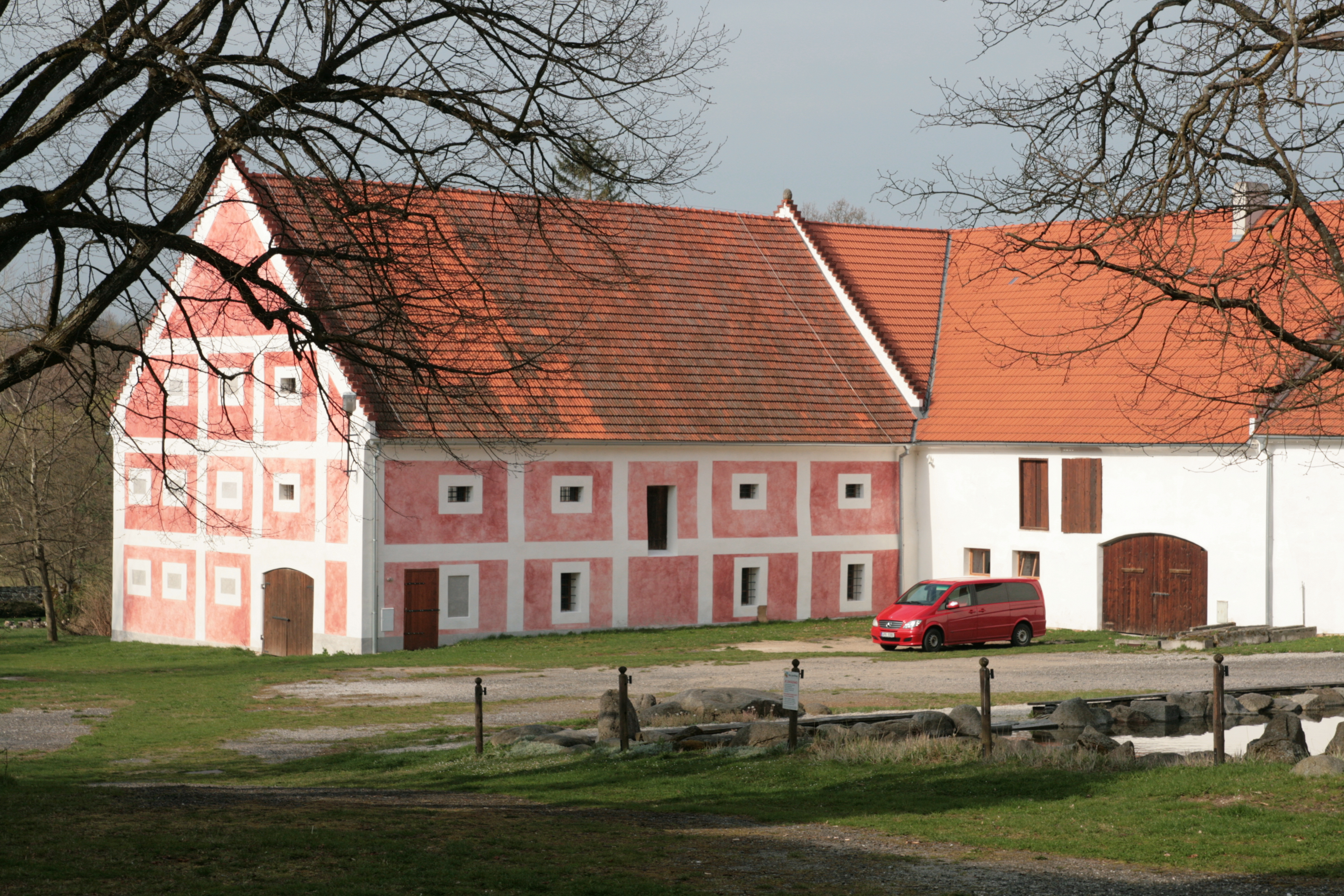
Přilehlá sýpka
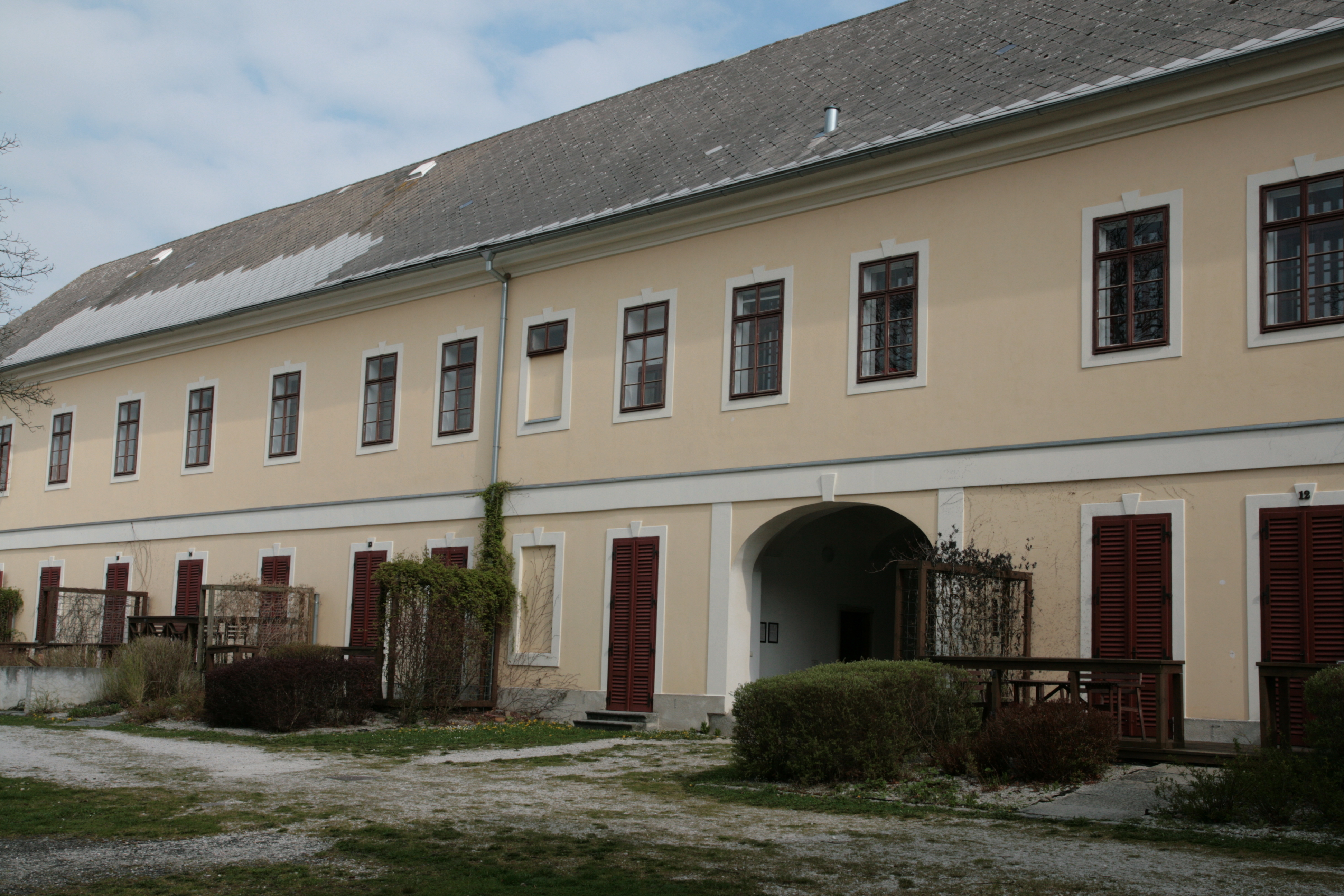
Obytné křídlo
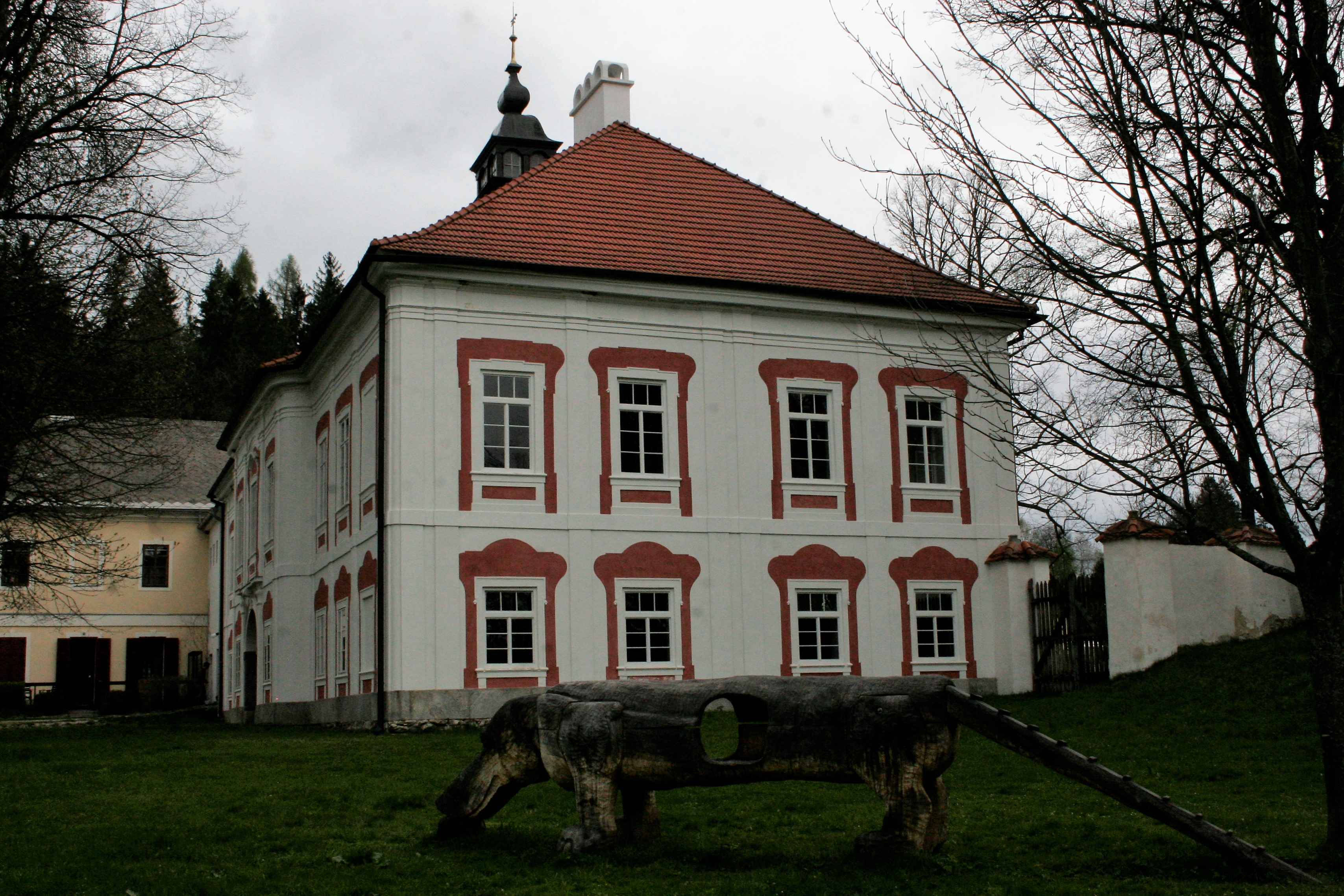
Pohled z boku